# Deutsche Post Direkt
Die Deutsche Post Direkt GmbH ist ein direktes Tochterunternehmen der Deutschen Post AG mit den Schwerpunkten Dialogmarketing und Adresshandel für B2B- oder B2C-Direktwerbung.
Sie ist Mitglied im Deutschen Dialogmarketing Verband. Deutsche Post Direkt ist vom Bundesamt für Sicherheit in der Informationstechnik nach ISO 27001 auf der Basis von IT-Grundschutz zertifiziert.
Die mikrogeografische Datenbank microdialog wurde ab 2001 in Kooperation mit den damaligen Versandhandelsfirmen Quelle und Neckermann  erstellt und um Daten zu neu abgeschlossenen Finanz- und Versicherungsverträgen ergänzt.

## Datenbeschaffung und Auswertung
Zu ca. 20 Millionen Häusern mit rund 34 Millionen Haushalten sammelte das Unternehmen nach Presserecherchen vom März 2018 mehr als eine Milliarde Einzelinformationen, wie Angaben zu Kaufkraft, Bankverhalten, Geschlecht, Alter, Bildung, Wohnsituation, Familienstruktur, Wohnumfeld und Pkw-Besitz. 2011  umfasste microdialog mehr als 150 Einzelvariablen.
Das Unternehmen kaufte zur Ergänzung seiner Datensätze nach eigenen Angaben zudem Informationen des Kraftfahrt-Bundesamtes und der Katasterämter an.
Die Auswertung von Wahlergebnissen erfolgt nach Konzernangaben in Kooperation mit Infratest dimap.

## Kontroversen
Das Unternehmen hatte im Rahmen der Bundestagswahl 2017 für CDU und FDP Mikrotargeting betrieben und gezielt Wählergruppen angesprochen.